# Теодор Алиат
Теодор Алиат (на гръцки: Θεόδωος Άλυάτης) е византийски пълководец от XI век, близък съратник на император Роман IV Диоген.
Алиат произхождал от аристократично семейство от Кападокия, а с император Роман IV Диоген го свързвало близко приятелство. По време на управлението си Роман IV го удостоил с височайшата придворна титла проедър. По време на битката при Манцикерт Алиат командва дясното крило на императорските войски и първоначално устоява на атаката на селджукските турци, но когато Андроник Дука предава Роман, турците се възползват от възможността и разбиват крилото на Алиат.
След като успява да избяга от битката заедно със своите кападокийски части, до голяма степен запазени непокътнати, Алиат остава верен на Роман IV по време на опита му да си върне престола.
В последвалата гражданска война между Роман IV Диоген и Михаил VII Дука, Алиат подкрепя Роман и се присъединява към него с хора от Кападокия и франкски наемници. Когато Роман IV достига и превзема Докея, в която установява лагера си, срещу него са изпратени войски начело с Контантин Дука, който получава важно преимущество – към него се присъединява и опитният франкски командир Криспин, който преди това е низвергнат и заточен от император Роман IV, но получава опрощение от семейство Дука, с което е спечелен на страната на новата власт в Константинопол. Войските на Константин Дука достигат Докея, но първото стълкновение между двете войски завършва безрезултатно и за двете страни. Роман IV поверява отбраната на Алиат, който се опитва да отблъсне следващата атака, но малко след началото на сражението франките в редиците му дезертират и преминават на страната на сродника си Криспин. Останалите сили на Алиат са обкръжени, а самият той е заловен и ослепен, като очите му били избодени с колчета от палатка.

### Цитирана литература
- ((en)) Jeffreys, M. et al. (eds) (2016). Theodoros Alyates (ID: Theodoros 102). – Prosopography of the Byzantine World. King's College London, ISBN 978-1-908951-20-5, https://pbw2016.kdl.kcl.ac.uk
- ((en)) Polemis, Demetrios I. (1968). The Doukai: A Contribution to Byzantine Prosopography. London: The Athlone Press, OCLC 299868377, https://books.google.com/books?id=Sx5dAAAAIAAJ

|  | Тази страница частично или изцяло представлява превод на страницата Theodore Alyates в Уикипедия на английски. Оригиналният текст, както и този превод, са защитени от Лиценза „Криейтив Комънс – Признание – Споделяне на споделеното“, а за съдържание, създадено преди юни 2009 година – от Лиценза за свободна документация на ГНУ. Прегледайте историята на редакциите на оригиналната страница, както и на преводната страница, за да видите списъка на съавторите. ВАЖНО: Този шаблон се отнася единствено до авторските права върху съдържанието на статията. Добавянето му не отменя изискването да се посочват конкретни източници на твърденията, които да бъдат благонадеждни. |